# Mélyvíz (rajzfilm)
A Mélyvíz 1970-ben bemutatott fekete-fehér magyar rajzfilm, amelyet Jankovics Marcell rendezett. A mozifilm a Pannónia Filmstúdió gyártásában készült.

## Rövid történet
Hiába kiabál segítségért a vízbe pottyant ember, a jól táplált polgár csak akkor figyel oda, amikor már késő.

## Alkotók
- Rendezte és tervezte: Jankovics Marcell
- Operatőr: Henrik Irén
- Hangmérbök: Bársony Péter
- Vágó: Czipauer János
- Színes technika: Kun Irén
- Munkatársak: Ács Karola, Kálmán Katalin, Kiss Bea, Paál Klári, Szántó András, Zsitva Katalin
- Gyártásvezető: Kunz Román

Készítette a Pannónia Filmstúdió.

## Díjai
- 1971, London kitüntető diploma
- 1971, Annecy különdíj[1]